# Супертешки тенк
Супертешки тенк је назив за класу тенкова врло велике ватрене моћи, величине и масе, преко 75 тона. У неколико држава су започети пројекти израдње неуништих возила за пробијање непријатељских формација без страха да буду уништена у борби. Међутим, играђено је само неколико примерака, без чврстог доказа да је иједан учествовао у некој борби. Ови пројекти су вршени током Првог и Другог светског рата, уз пар пројеката у Хладном рату.
Ниједан супертешки тенк није стигао до масовне производње, али су знања стечена у овим пројектима искоришћена за развој класичних тенкова.